# Анилэридин
Анилэридин (Leritine) — синтетический опиоид с сильным болеутоляющим действием, которое наступает в течение 15 минут после применения и продолжается 2—3 часа.
Препарат был разработан фирмой Merck в 1950-е годы. Он отличается от петидина (меперидина) тем, что N-метильная группа заменена в нём на N-аминофенильную, что привело к усилению анальгетической активности.
Анилэридин включён в Список I Перечня наркотических средств, его применение в России запрещено. В Канаде и США производство анилэридина прекращено.